# ルカ・フィリッピ
ルカ・フィリッピ（Luca Filippi、1985年8月9日 - ）はイタリアのレーシングドライバー。2006年から2012年までGP2シリーズに、2013年から2016年までインディカー・シリーズに参戦した。2008年にはホンダF1のテストドライバーでもあった。

## キャリア

### フォーミュラ・ルノー
フィリッピは2003年カートから一歩踏み出し、フォーミュラ・ルノー2.0イタリアに出場し、パストール・マルドナドと平手晃平に次ぐ3位で2004年フィニッシュした。

### フォーミュラ3000
フィリッピは2005年にイタリア・F3000選手権にステップアップし、ジャンカルロ・フィジケラのフィジケラ・モータースポーツチームをドライブした。また、チームの最後のテストでミナルディと共に2005年にF1テストデビューを果たした。

### GP2シリーズ

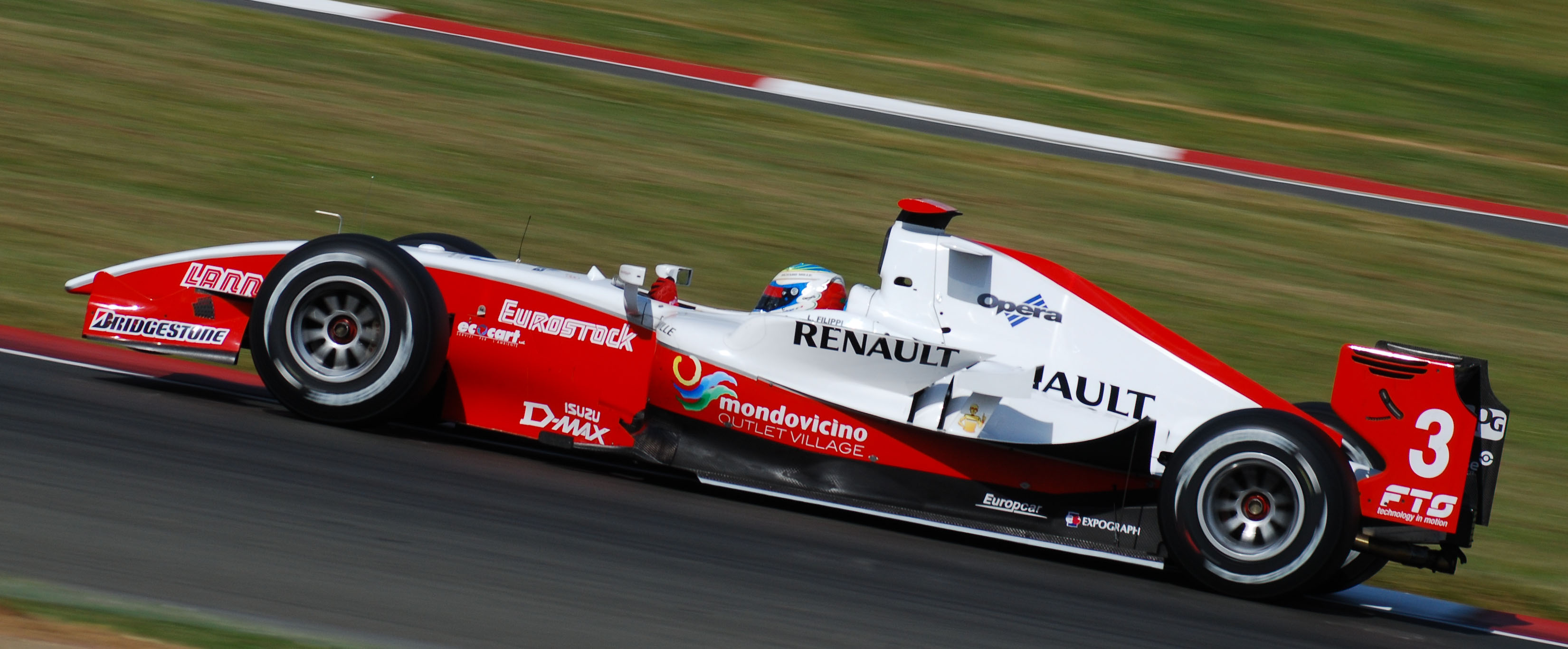
2008年のGP2シリーズのシルバーストンラウンドでARTグランプリに向けてドライブするフィリッピ。

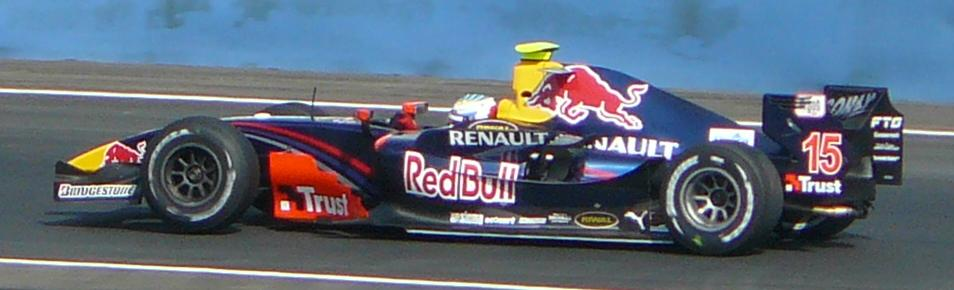
2008年GP2シリーズシーズンのバレンシアラウンドでアーデンインターナショナルに向けてドライブするフィリッピ。

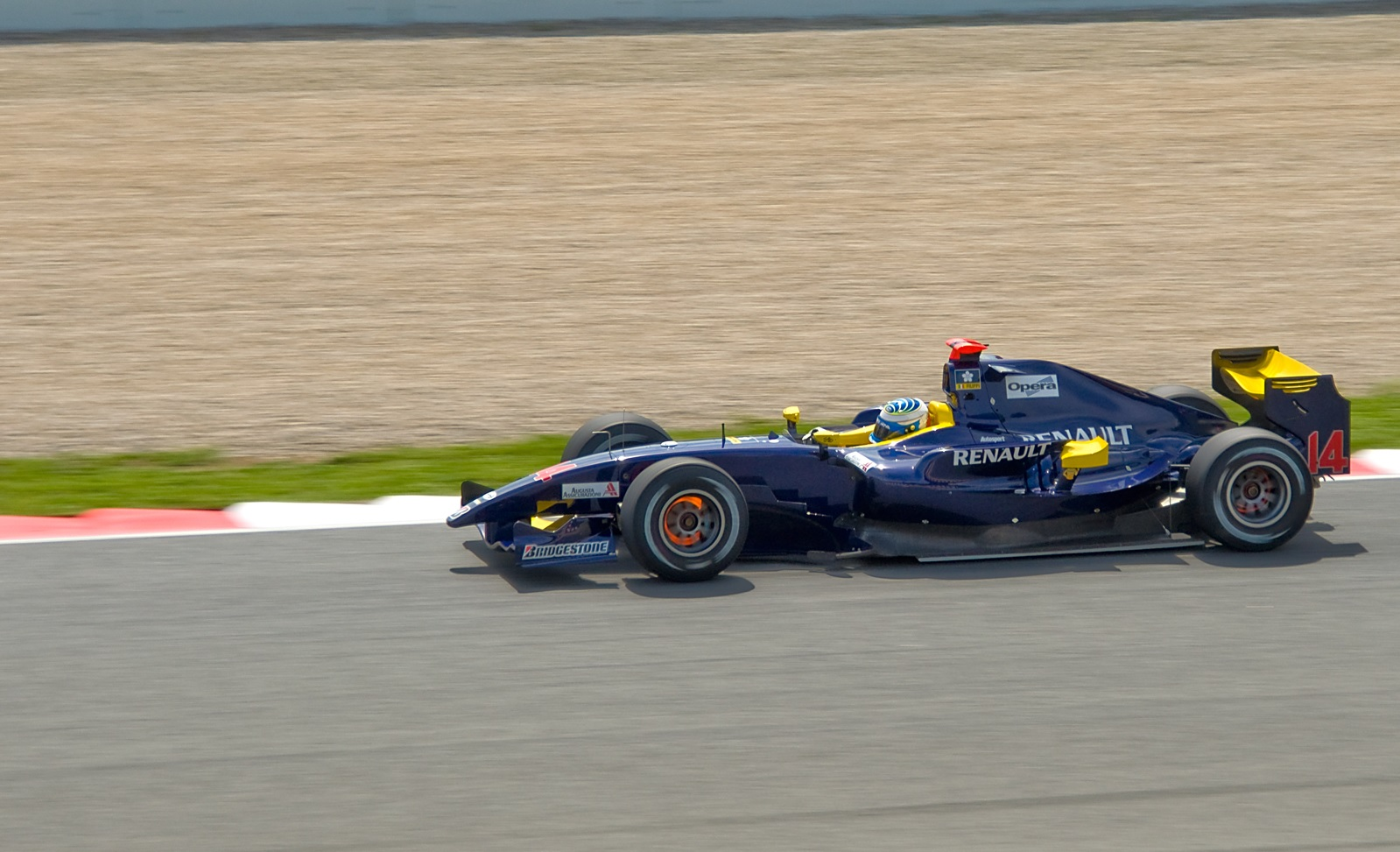
2009年のGP2シリーズのカタルーニャラウンドでスーパーノヴァに向けてドライブするフィリッピ。

フィジケラは2006年にコローニモータースポーツGP2シリーズチームと力を合わせ、フィリッピはチームのドライバーとして選ばれた。しかし、彼はシーズンの途中でBCNコンペティションチームに移籍。
2007年は、スーパーノヴァ・レーシングでGP2参戦を継続し、シリーズのトップドライバーの1人として浮上し、ランキング4位で終えた。
2007年11月14日にホンダF1のテストを行う。12月6日、フィリッピはスーパーアグリF1テスト走行を行い、レギュラードライバーである佐藤琢磨よりも速いタイムをマークした。
2008年初頭のGP2アジアシリーズの初シーズンに向けて、フィリッピは、通常のシリーズチームであるレーシングエンジニアリングが冬のシリーズに出場しなかったため、メリタスから参戦。彼は10レースで4ポイントしか獲得できず、ランキング17位。
ロマン・グロージャンと並んで、2008年GP2シリーズシーズンARTグランプリチームから参戦した。シーズン前半の失望の後、ルカは10レースを終えて山本左近と交代した。フィリッピは2日後にアーデンインターナショナルチームでドライバーとして確認され、イェルマー・バーマンの後継となった。結果は改善せず、ランキング19位。
フィリッピは2008–09年のGP2アジアシリーズは、BCNコンペティションに戻ったが、シーズンの最初のラウンド後にチームが購入した結果、ファブリツィオ・クレスタニに取って代わられた。
2009年のGP2シリーズでは、スーパーノヴァチームに戻り、アウトードロモ・インテルナシオナル・ド・アルガルヴェでシーズンの最終優勝を果たし、ランキング5位。
フィリッピは2009-10年のGP2アジアシリーズに向けメリタスに戻ってバーレーンでのシリーズ初優勝を果たし、ランキング2位。
フィリッピはドライブなしで2010年のGP2シリーズを開始したが、負傷したジョセフ・クラールに代わって、シーズン半ばにスーパーノヴァに戻った。クラールがシーズン最終戦に戻る前に、10レースから5ポイントを獲得し、ランキング20位。この期間中、フィリッピはシリーズ史上最も経験豊富なGP2ドライバーとなり、ハビエル・ビジャの82レースエントリーの記録を破った。
フィリッピは、レギュラードライバーのジェームズ・ジェイクスがインディカー・シリーズを追求するため、米国に移住することを選択した後、2011年のGP2アジアシリーズの第2ラウンドでスクーデリアコローニチームに呼び出され、ファイルーズ・ファウジーと並んでいた。チャンピオンシップ5戦の後、彼はケビン・チェッコンに代わってコローニに戻る。彼はすぐにフォームの改善を登録し、ニュルブルクリンクでのチームの最初のレースで優勝した。これはシリーズで100回目のレースでもある。彼はまた、スパフランコルシャンのスプリントレースとモンツァのフィーチャーレースで優勝し、ドライバーズランキングでキャリア最高となる2位に躍り出た。
GP2からほぼ1年後の2012年、フィリッピはモンツァでの2012年チャンピオンシップのホームレースでステファノ・コレッティの代わりとしてコローニから再び呼び出される。シリーズにフルタイムで参加しなかったにもかかわらず、フィーチャーレースで優勝。彼はまた、シンガポールでのチャンピオンシップの次の（そして最後の）ラウンドでポールポジションを獲得したが、フィーチャーレース中に激しくクラッシュし、すぐに修理できないほど車に損傷を与え、スプリントレースを開始出来なかった。それでも、シリーズ24戦のうち4戦しか出場しなかったにもかかわらず、ドライバーズランキング16位で終えた。

### Auto GP
フィリッピは2010年のオートGPシーズンに出場し、ブルノでの1戦目とモンツァでの最後のレースで2勝を挙げて5位でフィニッシュした。彼は翌年シリーズに復帰し、ポールポジション1回、ファステストラップ3回、勝利1回、さらに5回の表彰台を獲得し、2レースを逃したにもかかわらず、ケビン・チェッコンにわずか3ポイントで破れ準優勝だった。

### インディカー
2012年3月6日、フィリッピはインディ500以降のインディカーシリーズでレイホール・レターマン・ラニガン・レーシングに参加することが発表された。チームメイトは元F1ドライバーの佐藤琢磨と組んでいた。それにもかかわらず、彼はインディ500にも次のレースにも参加しなかった。2013年にブライアン・ハータ・オートスポーツのために4つのレースに出場し、15位で最高のフィニッシュを記録した。
CFHレーシングは、ロード/ストリートレースに出場するために、2015年のインディカーシーズンに向けてフィリッピと契約。
2016年シーズン、フィリッピはデイル・コインレーシングと契約を結び、オーバルを含めてシーズン全体で競い合う。オーバルトラックでの彼の最初のレースはアリゾナ州フェニックスで行われ、そこで彼はP20を終えた。インディアナポリスGPの数日前に、コインは両方のインディイベントからフィリッピを除外し、イタリア人ドライバーの代わりにギャビー・チャベスに指名した。

### フォーミュラE
2017年、フィリッピはオリバー・ターベイと並んで全電気式FIAフォーミュラEチャンピオンシップにNIO、2017年の香港ePrixでデビューレースで10位に入賞。力強いデビューにもかかわらず、フィリッピはシーズン中に別のポイントを獲得することはなかった。

## レース記録

### ユーロ3000選手権/イタリアF3000選手権
| 年     | エントラント                 | 1     | 2       | 3     | 4     | 5     | 6     | 7     | 8     | 9        | 10       | DC   | ポイント |
| ------ | ---------------------------- | ----- | ------- | ----- | ----- | ----- | ----- | ----- | ----- | -------- | -------- | ---- | -------- |
| 2004年 | ユーロノバ・レーシング       | BRN   | EST     | JER   | MNZ   | SPA   | DON   | DIJ   | ZOL   | NÜR1 10† | NÜR2 Ret | 20位 | 0        |
| 2005年 | フィジケラ・モータースポーツ | ADR 3 | VAL Ret | BRN 1 | IMO 1 | MUG 1 | MAG 5 | MNZ 1 | MIS 2 |          |          | 1位  | 65       |

### Auto GP
| 年     | エントラント               | 1       | 2        | 3        | 4         | 5       | 6       | 7       | 8       | 9       | 10        | 11       | 12      | 13      | 14      | DC  | ポイント |
| ------ | -------------------------- | ------- | -------- | -------- | --------- | ------- | ------- | ------- | ------- | ------- | --------- | -------- | ------- | ------- | ------- | --- | -------- |
| 2010年 | ユーロノバ・レーシング     | BRN 1   | BRN 2 13 | IMO 1 12 | IMO 2 Ret | SPA 1 2 | SPA 2 5 | MAG 1   | MAG 2   |         |           |          |         |         |         | 5位 | 34       |
| 2010年 | スーパーノヴァ・レーシング |         |          |          |           |         |         |         |         | NAV 1 7 | NAV 2 Ret | MNZ 1 7  | MNZ 2 1 |         |         | 5位 | 34       |
| 2011年 | スーパーノヴァ・レーシング | MNZ 1 2 | MNZ 2 6  | HUN 1 11 | HUN 2     | BRN 1   | BRN 2 3 | DON 1 2 | DON 2 5 | OSC 1   | OSC 2     | VAL 1 12 | VAL 2 7 | MUG 1 2 | MUG 2 4 | 2位 | 127      |